# Maebashi
Maebashi (前橋市 (Tiền Kiều thị) Maebashi-shi) là một thành phố thuộc tỉnh Gunma và là một đô thị trung tâm vùng Kantō, Nhật Bản. Đây là thành phố đông dân nhất trong tỉnh Gunma cho đến khi Takasaki sáp nhập với các thị trấn lân cận từ năm 2006 đến 2009.